# Porne
| Porne (plural: pornai) |
| --- |
| - Betydelse – prostituerad i det antika Grekland - Olika ord – kvinnlig porne (πóρνη), manlig pornos (πóρνος); sysslade med porneia ('prostitution') - Ej samma som – hetär (kvinnlig underhållare) |

Porne (plural: pornai; grekiska πóρνη, πóρνai) var en enkel prostituerad under antikens Grekland. En porne erbjöd endast sexuella tjänster, till skillnad från hetären. Den senare kunde spela musik, dansa eller stå för annan underhållning under männens olika tillställningar – exempelvis under ett symposion. Hetären kunde vara högt utbildad och hade ofta talanger som kan jämföras med Japans geishor. En porne var en slav som prostituerades av en pornoboskos (bordellägare eller porne-säljare).
Prostitutionens stora utbredning i det antika Grekland förorsakades till en del av de respektabla kvinnornas instängda position, isolerade från männens umgängesliv. Till männens fester ägde inte hustrur och döttrar tillträde. Ett samtida yttrande från Aten menade att stadens män hade ”hustrur för familjens fortbestånd, hetärer för underhållande sällskap och pornai för kroppslig lusta”.
Porne och den manliga motsvarigheten pornos (πóρνος) sysslade med porneia, 'prostitution'. Prostitutionen var i det antika Aten beskattat och lagligt, men endast för människor som ej fötts som fria medborgare. De fria medborgarna skulle inte syssla med denna omoral, och därför var pornai i praktiken slavar eller frigivna slavar. In i den romerska perioden var prostitutionen ännu beskattad och reglerad (se även reglementerad prostitution), men verksamheten sågs ner på. Orden porne och pornos kunde användas som skällsord motsvarande senare tiders hora och horkarl, ett språkbruk som fortsatte under den kristna tiden.